# Condat de Trencor
Condat de Trencor (en francès Condat-sur-Trincou) és un municipi francès situat al departament de la Dordonya i a la regió de la Nova Aquitània.

## Demografia
| 1962                                       | 1968 | 1975 | 1982 | 1990 | 1999 | 2007 |
| ------------------------------------------ | ---- | ---- | ---- | ---- | ---- | ---- |
| 391                                        | 386  | 352  | 325  | 376  | 410  | 488  |
| Des de 1962: població sense dobles comptes |      |      |      |      |      |      |

## Administració
| Període   | Identitat         | Partit |
| --------- | ----------------- | ------ |
| 1947-1977 | André Beaufils    |        |
| 1977-1995 | Jean Arsène Theil | [      |
| 1995-2008 | René Tarade       |        |
| 2008-     | François Thomas   |        |